# Kwabena Appiah
Kwabena Appiah (19 de mayo de 1992 en Auckland) es un futbolista neozelandés nacionalizado australiano que juega como delantero en el Western United.

## Carrera
Luego de un paso por las divisiones inferiores del Central Coast Mariners, firmó con el Parramatta FC en 2012. Ese mismo año se convirtió en parte de la plantilla del recién fundado Western Sydney Wanderers. Luego de ganar la Liga de Campeones de la AFC 2014, firmó con el Wellington Phoenix a principios de 2015. En 2016 regresó a los Mariners, y luego de dos años con el club fue traspasado en 2018 al Incheon United de la K League 1 surcoreana. En marzo de 2019 regresó a Australia para jugar en el Newcastle Jets.

### Clubes
| Club                     | País          | Año             |
| ------------------------ | ------------- | --------------- |
| Parramatta FC            | Australia     | 2012            |
| Western Sydney Wanderers | Australia     | 2012 - 2015     |
| Wellington Phoenix       | Nueva Zelanda | 2015 - 2016     |
| Central Coast Mariners   | Australia     | 2016 - 2018     |
| Incheon United           | Corea del Sur | 2018 - 2019     |
| Newcastle Jets           | Australia     | 2019            |
| Western United           | Australia     | 2019 - Presente |

## Palmarés
| Título               | Club            | País      | Año  |
| -------------------- | --------------- | --------- | ---- |
| AFC Champions League | W. S. Wanderers | Australia | 2014 |